# I’m Not the Enemy
I’m Not the Enemy (deutsch Ich bin nicht der Feind) ist ein deutscher Kurzfilm von Bjørn Melhus aus dem Jahr 2011. In Deutschland feierte der Film am 6. Mai 2011 bei den Internationalen Kurzfilmtagen in Oberhausen Premiere.

## Handlung
Der Film behandelt anhand von Zitaten aus verschiedenen (Anti-)Kriegsfilmen der letzten Jahrzehnte das Schicksal eines Kriegsheimkehrers in einer surrealen Situation. Er ist durch Wiederholungen gekennzeichnet und wird immer wieder durch Standbilder von Häusern in seiner Handlung unterbrochen.

## Kritiken

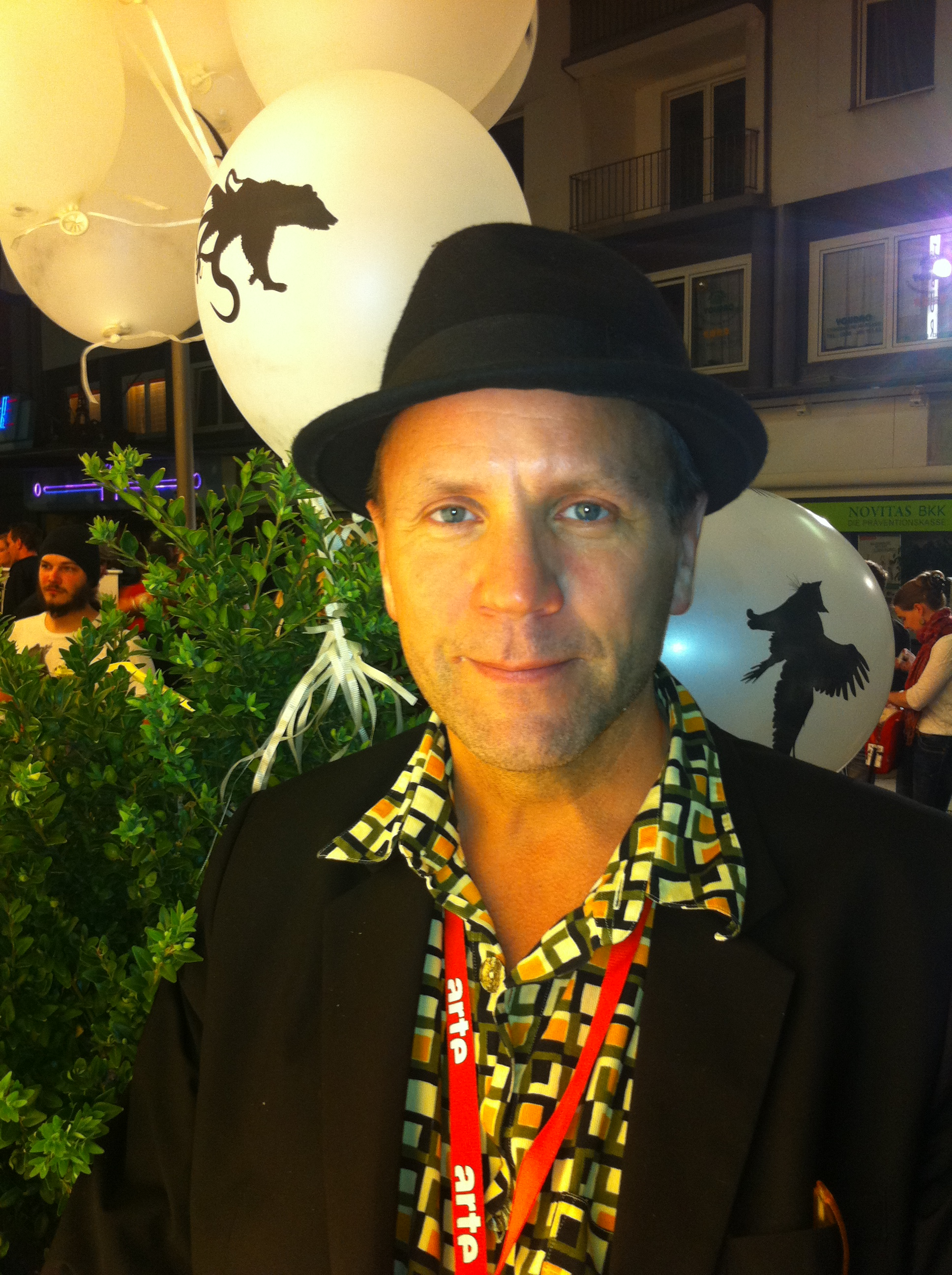
Regisseur Bjørn Melhus bei den Internationalen Kurzfilmtagen Oberhausen 2011

„Mit dieser Lobenden Erwähnung möchte die Jury das Bewusstsein für künstlerische Arbeiten mit bewegten Bildern schärfen. Aus der amerikanischen Filmgeschichte eignet sich Bjørn Melhus eine Liste von Filmen über Vietnamveteranen an und überträgt sie auf einen nicht-amerikanischen (deutschen) Schauplatz. Indem er die Filmdialoge aus ihrem ursprünglichen Kontext löst, erzielt ‚I’m Not the Enemy‘ einen Verfremdungseffekt, der uns die Risse in der Oberfläche der Gesellschaft bewusst macht.“

## Auszeichnungen
Internationale Kurzfilmtage Oberhausen 2011
- Lobende Erwähnung der Internationalen Jury